# Eijkman (månekrater)
 For alternative betydninger, se Eijkman. (Se også artikler, som begynder med Eijkman)
Eijkman er et nedslagskrater på Månen. Det befinder sig på den sydlige halvkugle på Månens bagside og er opkaldt efter den hollandske læge og nobelprismodtager Christiaan Eijkman (1858 – 1930).
Navnet blev officielt tildelt af den Internationale Astronomiske Union (IAU) i 1970. 

## Omgivelser
Eijkmankrateret ligger omkring en halv kraterdiameter sydøst for det større Lemaîtrekrater. Mod syd-sydvest ligger Crommelinkrateret, og mod nordøst ligger Fizeaukrateret. 

## Karakteristika
Eijkmans kraterrand er tydeligt aftegnet og er ikke blevet særlig nedslidt af nedslag. Der ligger alligevel nogle få småkratere langs kanten og et småkrater langs den nordlige kratervæg. Kratervæggene udviser mindre terrasser, især langs den nordvestlige rand. Nær kraterets midtpunkt findes en hesteskoformet central top, hvis åbne ende peger mod syd.

## Satellitkratere
De kratere, som kaldes satellitter, er små kratere beliggende i eller nær hovedkrateret. Deres dannelse er sædvanligvis sket uafhængigt af dette, men de får samme navn som hovedkrateret med tilføjelse af et stort bogstav. På kort over Månen er det en konvention at identificere dem ved at placere dette bogstav på den side af satellitkraterets midte, som ligger nærmest hovedkrateret. Eijkmankrateret har følgende satellitkratere:
| Eijkman | Længde  | Bredde   | Diameter |
| ------- | ------- | -------- | -------- |
| D       | 62,3° S | 136,9° V | 25 km    |

## Måneatlas
- Billeder af Eijkmankrateret i LPI-måneatlasset